# Pesem Evrovizije 1961
Pesem Evrovizije 1961 je bila šesta evrovizijska prireditev zapovrstjo. Zmagala je pesem iz Luksemburga; s tem je ta država osvojila prvo evrovizijsko zmago. Že tretjič je Združeno kraljestvo zasedlo drugo mesto. Nastopile so tudi tri novinke: Španija, Finska in Jugoslavija. Španija odtlej nastopa na izboru neprekinjeno do danes.

## Rezultati
| Država (jezik)                   | Izvajalec          | Pesem                        | Uvrstitev | Točke |
| -------------------------------- | ------------------ | ---------------------------- | --------- | ----- |
| Avstrija (nemščina)              | Jimmy Makulis      | Sehnsucht                    | 15        | 1     |
| Belgija (nizozemščina)           | Bob Benny          | September, gouden roos       | 15        | 1     |
| Danska (danščina)                | Dario Campeotto    | Angelique                    | 5         | 12    |
| Finska (finščina)                | Laila Kinnunen     | Valoa ikkunassa              | 10        | 6     |
| Francija (francoščina)           | Jean Paul Mauric   | Printemps (Avril carillonne) | 4         | 13    |
| Nemčija (nemščina)               | Lale Andersen      | Einmal sehen wir uns wieder  | 13        | 3     |
| Italija (italijanščina)          | Betty Curtis       | Al di là                     | 5         | 12    |
| Luksemburg (francoščina)         | Jean-Claude Pascal | Nous les amoureux            | 1         | 31    |
| Monako (francoščina)             | Colette Deréal     | Allons, allons les enfants   | 10        | 6     |
| Nizozemska (nizozemščina)        | Greetje Kauffeld   | Wat een dag                  | 10        | 6     |
| Norveška (norveščina)            | Nora Brockstedt    | Sommer i Palma               | 7         | 10    |
| Španija (španščina)              | Conchita Bautista  | Estando contigo              | 9         | 8     |
| Švedska (švedščina)              | Lill-Babs          | April, april                 | 14        | 2     |
| Švica (francoščina)              | Franca Di Rienzo   | Nous aurons demain           | 3         | 16    |
| Združeno kraljestvo (angleščina) | The Allisons       | Are You Sure?                | 2         | 25    |
| Jugoslavija (srbščina)           | Ljiljana Petrović  | Neke davne zvezde            | 8         | 9     |

## Zemljevid
- Zeleno = države udeleženke.